# 荷蘭的亨利王子
威廉·弗雷德里克·亨德里克（荷蘭語：Willem Frederik Hendrik；1820年6月13日—1879年1月14日），尼德兰王子，奥兰治-拿骚王子。荷兰国王威廉二世与安娜·巴甫洛夫娜的第三子。
死後葬于新教堂 (代尔夫特)
王室墓地